# Niansogoni
Niansogoni est une commune rurale située dans le département de Loumana de la province de la Léraba dans la région des Cascades au Burkina Faso.

## Éducation et santé
Niansogoni accueille un centre de santé et de promotion sociale (CSPS) tandis que le centre médical avec antenne chirurgicale (CMA) est à Sindou et que le centre hospitalier régional (CHR) se trouve à Banfora.
Le village possède une école primaire publique.